# Temyrłan Jerłanow
Temyrłan Jerłanuły Jerłanow (kaz. Темірлан Ерланұлы Ерланов; ur. 9 lipca 1993) – kazachski piłkarz, obrońca, zawodnik Ordabasy Szymkent.